# Torre Baró
Torre Baró este un cartier din districtul 8, Nou Barris, al orasului Barcelona.